# Каррера, Барбара
Ба́рбара Карре́ра (англ. Barbara Carrera, род. 31 декабря 1945) — американская актриса, двукратная номинантка на премию «Золотой глобус».

## Жизнь и карьера
Барбара Кингсбери родилась в Сан-Карлосе, Рио Сан Хуан, Никарагуа. Её мать была коренной жительницей Никарагуа, а отец работал там сотрудником американского посольства. В возрасте пятнадцати лет она переехала в Нью-Йорк, где начала карьеру модели в агентстве Эйлин Форд. Тогда же она взяла фамилию матери и появилась в серии рекламных роликов. В 1975 году она дебютировала в кино в фильме «Блестящий стрелок», который принес ей первую номинацию на премию «Золотой глобус».
Барбара Каррера снялась в фильмах «Зародыш» (1976), «Остров доктора Моро» (1977), «Одинокий волк Маккуэйд» (1983), многосерийном вестерне «Столетие» (1978), историческом телесериале «Крепость отчаянных» (1981) и многих других. Она пожалуй наиболее известна по своей роли злодейки Фатимы Блаш в фильме о Джеймсе Бонде «Никогда не говори «никогда»» (1983), за которую она получила ещё одну номинацию на премию «Золотой глобус» в категории «Лучшая актриса второго плана в кинофильме». На телевидении она снялась в популярном сериале «Даллас» (1985—1986), а также появилась в ряде исторических мини-сериалов в восьмидесятых.
Барбара Каррера появлялась на обложках таких изданий как Vogue, Paris Match, Harper’s Bazaar, а в 1982 году позировала для Playboy.
В 1997 году она была назначена послом по особым поручениям в Никарагуа. В начале двухтысячных она переквалифицировалась в художницу и выставила свои работы, начиная с 1980 года, в музее в Голливуде.
Барбара Каррера была замужем четыре раза, у неё нет детей.

## Фильмография
- 1970 — Загадка незаконнорождённого / Puzzle of a Downfall Child
- 1975 — Мастер Гунфихтер / The Master Gunfighter
- 1976 — Зародыш / Embryo
- 1977 — Остров доктора Моро / The Island of Dr. Moreau
- 1978 — «Столетие»[англ.] / Centennial (телесериал, 12 эпизодов)
- 1980 — Когда время уходит / When Time Ran Out
- 1981 — Человек-кондор / Condorman
- 1981 — «Крепость отчаянных»[англ.] / Masada (телесериал, 4 эпизода)
- 1982 — Я, суд присяжных / I, the Jury
- 1983 — Одинокий волк Маккуэйд / Lone Wolf McQuade
- 1983 — Никогда не говори «никогда» / Never Say Never Again
- 1985 — Дикие гуси 2 / Wild Geese II
- 1985—1986 — Даллас / Dallas (телесериал, 25 эпизодов)
- 1987 — Любовь в опасности / Love at Stake
- 1989 — Злая мачеха / Wicked Stepmother
- 1989 — Герой-любовник
- 1993 — Точка нанесения удара / Point of Impact
- 1994 — Ночь лучника / Night of the Archer
- 1996 — Итальянские любовники / Love Is All There Is
- 1999 — Новые приключения янки в Африке / Alec to the Rescue
- 2002 — Аэрофобия / Panic
- 2004 — Справедливая Эми / Judging Amy (телесериал, 2 эпизода)